# Чон Ги Ён (дзюдоист)
Чон Гиён (кор. 전기영; 11 июля 1973, Чхонджу) — южнокорейский дзюдоист средней и полусредней весовых категорий, выступал за сборную Южной Кореи в середине 1990-х годов. Чемпион летних Олимпийских игр в Атланте, трёхкратный чемпион мира, чемпион Азии, победитель многих турниров национального и международного значения.

## Биография
Чон Гиён родился 3 марта 1973 года в городе Чхонджуе провинции Чхунчхон-Пукто. Активно заниматься дзюдо начал в возрасте семи лет, позже проходил подготовку в студенческой команде во время обучения в Университете Кёнги.
Первого серьёзного успеха на взрослом международном уровне добился в 1993 году, когда попал в основной состав корейской национальной сборной и побывал на чемпионате мира в канадском Гамильтоне, откуда привёз награду золотого достоинства, выигранную в полусредней весовой категории, в частности, победил в финале последнего олимпийского чемпиона японца Хидэхико Ёсиду. Два года спустя поднялся в средней вес и выступил на мировом первенстве в японской Тибе, где защитил свой чемпионский титул, взяв верх над всеми соперниками, в том числе вновь прошёл Хидэхико Ёсиду в финале. Кроме того, в этом сезоне боролся на чемпионате Азии в Нью-Дели, где тоже был лучшим, победив в решающем поединке представителя Казахстана Сергея Алимжанова.
Благодаря череде удачных выступлений Чон удостоился права защищать честь страны на летних Олимпийских играх 1996 года в Атланте — победил здесь всех пятерых оппонентов, попавшихся ему на турнирной сетке, в том числе иппоном победил Армена Багдасарова из Узбекистана в финале, и завоевал тем самым золотую олимпийскую медаль. Также выступил на азиатском первенстве в Хошимине, однако повторить прошлогодний успех не сумел, вынужден был довольствоваться бронзовой наградой.
После Олимпиады в США Чон Гиён ещё в течение некоторого времени оставался в основном составе дзюдоистской команды Южной Кореи и продолжал принимать участие в крупнейших международных турнирах. Так, в 1997 году он отправился представлять страну на чемпионате мира в Париже и в третий раз подряд получил титул чемпиона мира по дзюдо, на этот раз в финальном поединке средней весовой категории взял верх над немцем Марко Шпиткой. Вскоре по окончании этих соревнований в 1999 году принял решение завершить карьеру профессионального спортсмена, уступив место в сборной молодым корейским дзюдоистам — во многом на это решение повлияла хроническая травма колена и отсутствие мотивации. Таким образом, он остался непобеждённым в зачёте Олимпийских игр и чемпионатов мира.
В 2003 году бойцовская организация Pride Fighting Championships и промоутер Антонио Иноки предлагали Чону бой по правилам смешанных единоборств против Хидэхико Ёсиды (учитывался тот факт, что в дзюдо Ёсида ни разу не смог выиграть у Чона и теперь хотел взять у него реванш), однако кореец категорически отказался от всех предложений.

## Государственные награды
- Орден «За спортивные заслуги» 1 класса Республики Корея — орден Синего дракона (25 марта 2005)
- Орден «За спортивные заслуги» 3 класса Республики Корея — орден Могучего слона (21 апреля 1994)
- Орден «За спортивные заслуги» 5 класса Республики Корея — орден Кирина (31 декабря 1990)